# Euchromia aemulina
Euchromia aemulina är en fjärilsart som beskrevs av Butler 1877. Euchromia aemulina ingår i släktet Euchromia och familjen björnspinnare. Inga underarter finns listade i Catalogue of Life.